# Línea 107 (Buenos Aires)
La línea 107 es una línea de colectivos de la Ciudad Autónoma de Buenos Aires. Une Ciudad Unversitaria con el barrio de Parque Avellaneda. La terminal de la línea se encuentra en la calle Medina al 1750, la cual comparte con la línea 7.
La misma es operada por NUDO S.A., quien también controla las líneas 50, y 150 y pertenece a la sociedad entre las empresas Nuevos Rumbos y Grupo DOTA desde 1998, cuando su prestataria original, Transportes Colectivos General San Martín S.A. caducó su concesión

## Recorridos

### Recorrido A
- - Ida A Ciudad Universitaria: Desde Medina y Avenida Eva Perón Por, Avenida Eva Perón, Avenida Olivera, Coronel Ramón L. Falcon, Avenida Lacarra, Carrasco, General César Díaz, Bermúdez, Avenida Salvador María Del Carril, Ricardo Gutiérrez, Nueva York, Ricardo Gutiérrez, Gualeguaychú, Nueva York, Bahía Blanca, Avenida Fernández De Enciso, Avenida General Mosconi, Avenida Olazábal, Bucarelli, Avenida Monroe, Bucarelli, Avenida Franklin Delano Roosevelt, Díaz Colodrero, Tomas A. Le Bretón, Valdenegro, Nahuel Huapi, Manuel Ugarte, Roque Pérez, Avenida Monroe, Avenida Doctor Ricardo Balbín, Blanco Encalada, O'Higgins, Mendoza, Dragones, Echeverría, Cruce Puente Scalabrini Ortiz, Avenida Intendente Güiraldes, Calles Interiores De Ciudad Universitaria Donde Estaciona.

- - Regreso A Medina Y Primera Junta: Desde Ciudad Universitaria Por Calles Interiores De La Misma, Avenida Intendente Güiraldes, Avenida Intendente Cantilo, Puente Ángel Labruna, Avenida Guillermo Udaondo, Avenida del Libertador, Avenida Monroe, Griveo, San Nicolás, Avenida Fernández De Enciso, Pareja, Mercedes, Avenida Fernández De Enciso, Asunción, Gualeguaychú, Nueva York, Benito Juárez, Avenida Salvador María Del Carril, Cervantes, Remedios De Escalada De San Martín, Carrasco, Avenida Olivera, Primera Junta, Escalada, Avenida Eva Perón, Florentino Ameghino, Primera Junta Hasta Medina

### Recorrido B
- - Ida A Echeverría Y Ramsay: Desde Medina Y Avenida Eva Perón, Por Avenida Eva Peron, Avenida Olivera, Coronel Ramón L. Falcon, Avenida Lacarra, Carrasco, General César Díaz, Bermúdez, Avenida Salvador María Del Carril, Ricardo Gutiérrez, Nueva York, Ricardo Gutiérrez, Gualeguaychú, Nueva York, Bahía Blanca, Avenida Fernández De Enciso, Avenida General Mosconi, Avenida Olazábal, Bucarelli, Avenida Monroe, Bucarelli, Avenida Franklin Delano Roosevelt, Díaz Colodrero, Tomas A Le Bretón, Valdenegro, Nahuel Huapi, Manuel Ugarte, Roque Pérez, Avenida Monroe, Avenida Doctor Ricardo Balbín, Blanco Encalada, O'Higgins, Mendoza, Dragones, Echeverría Hasta Ramsay.

- - Regreso A Medina y Primera Junta: Desde Ramsay Y Echeverría Por Ramsay, Avenida Monroe, Griveo, San Nicolás, Avenida Fernández De Enciso, Pareja, Mercedes, Avenida Fernández De Enciso, Asunción, Gualeguaychú, Nueva York, Benito Juárez, Avenida Salvador María Del Carril, Cervantes, Remedios De Escalada De San Martín, Carrasco, Avenida Olivera, Primera Junta, Escalada, Avenida Eva Perón, Florentino Ameghino, Primera Junta Hasta Medina

## Controversias
Un cambio de recorrido hecho en 2011, dejó sin el servicio de esta línea al norte de Villa Urquiza y al barrio de Coghlan.

## Siniestros
La alta siniestralidad en el barrio de Villa Urquiza, hizo que vecinos de la zona y usuarios abrieran una petición en Change.org solicitando cambio de recorrido
- Marzo de 2019: un interno de la línea 107, chocó un auto y se quedó arriba de un árbol.[4]